# Paddy Kenny
Patrick "Paddy" Kenny, né le 17 mai 1978 à  Halifax (Angleterre), est un ancien footballeur international irlandais qui évolue au poste de gardien de but.

## Biographie
Le 11 juillet 2012, il signe un contrat de trois ans en faveur de Leeds United.
Le 19 septembre 2014 il rejoint Bolton Wanderers.
Le 6 novembre 2015, il rejoint Bury FC.

## Palmarès

### En club
Queens Park Rangers
- Champion d'Angleterre de D2 en 2011.

### Distinction personnelle
- Nommé dans l'équipe type de D2 anglaise en 2011[2].